# New Generation Party
New Generation Party ist eine politische Partei in Sambia mit konservativer Ausrichtung.
Sie trat 2006 und 2011 bei den sambischen Parlamentswahlen an, konnte jedoch jeweils kein Mandat in der Nationalversammlung gewinnen. Vorsitzender der NGP ist Humphrey Siulapwa.
Die Partei ist die Nachfolgerin der "United Front for Development & Democracy" (UFDD).